# Glimåkra distrikt
Glimåkra distrikt är ett distrikt i Östra Göinge kommun och Skåne län. 
Distriktet ligger nordost om Broby.

## Tidigare administrativ tillhörighet
Distriktet inrättades 2016 och utgörs av socknen Glimåkra i Östra Göinge kommun.
Området motsvarar den omfattning Glimåkra församling hade 1999/2000.